# Charles-Joseph Natoire

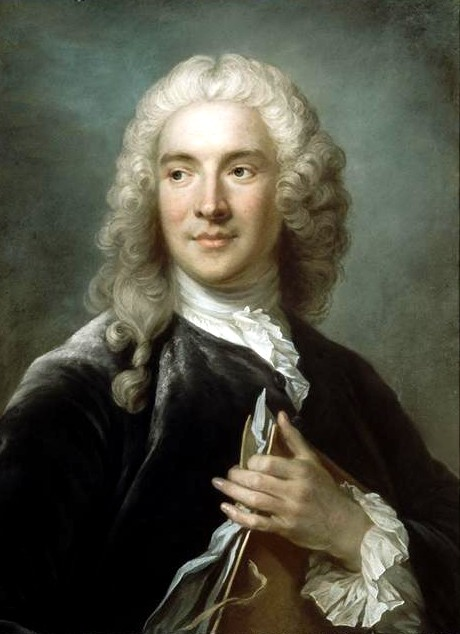
Charles-Joseph Natoire

Charles-Joseph Natoire (* 3. März 1700 in Nîmes; † 23. August 1777 in Castel Gandolfo bei Rom) war ein französischer Maler des Rokoko. 

## Leben
Natoires Lehrer war François Lemoyne. 1721 gewann er den Premier Grand Prix de Rome der Académie royale de peinture et de sculpture und durfte ab 1723 als Stipendiat nach Rom gehen. 1729 kehrte er nach Paris zurück und wurde an der Seite seines Freundes und Rivalen François Boucher schnell bekannt. 1734 wurde er mit dem Gemälde Vénus demandant des armes à Vulcain als Mitglied in die Académie Royale aufgenommen. Von 1751 bis 1775 war er Direktor der französischen Akademie in Rom.
Natoire war ein herausragender Dekorateur und Maler seine Generation. Er schuf sowohl religiöse und mythologische Gemälde als auch Tapisserie-Kartons und Landschaftszeichnungen. Zu seiner Zeit bekannt machten ihn vor allem seine dekorativen Raumensemble, unter denen die Ausmalung des Salon oval im Hôtel de Soubise in Paris als sein Hauptwerk zählt. Hier schuf er zwischen 1737 und 1739 acht Darstellungen der Geschichte der Psyche, die in subtiler Weise die Schönheit der Fürstin de Soubise mit Psyche vergleicht.
Natoire war außerdem noch an der Ausschmückung der Bibliothèque royale, des Schlosses de la Chapelle-Godefroy für Philibert Orry sowie der königlichen Schlösser Marly und Versailles beteiligt.